# Karelsk stek
Karelsk stek (karelska: päččiliha, finska: karjalanpaisti) är en traditionell rätt från Karelen. Maträtten kallades på svenska ursprungligen för krukstek eller för ugnstek. Maträtten spreds över hela Finland i och med evakueringen av karelerna under andra världskriget.
Att tillaga karelsk stek är enkelt:  man skär först upp de olika köttingredienserna var för sig, åtminstone gris och nöt. Köttbitarna skall ha kubsidor på minst 3 cm. Därefter tillsätter man salt, hela kryddpepparkorn, svartpepparkorn och så mycket vatten att köttet täcks. Därefter sätts grytan in i en ugn där den får stå i flera timmar i svag värme. Vanligtvis serverar man kokt potatis med den karelska steken.
Det finns många åsikter om hur grundreceptet ska se ut och otaliga variationer på rätten. Man kan även använda lammkött och inälvsmat, såsom lever, eller grönsaker, vanligtvis lök och morot. Lagerblad kan användas som krydda.
Den karelska steken blev populär och uppskattad på 1950-talet när de evakuerade karelerna började arrangera by- och stamfester. Maträtten lämpar sig mycket bra att tillaga åt många människor samtidigt och maträtten klarar sig bra även ifall man tvingas vänta på matgästerna en längre tid.